# … und dann kam Polly
… und dann kam Polly ist eine US-amerikanische Liebeskomödie von John Hamburg aus dem Jahr 2004. Die Hauptrollen spielen Ben Stiller und Jennifer Aniston.

## Handlung
Reuben Feffer arbeitet in New York in einem Versicherungsunternehmen und ist zuständig für die Risikoanalyse. Auch privat versucht er stets jedes Risiko zu analysieren und vermeiden. Er heiratet Lisa Kramer, doch die betrügt ihn schon am ersten Tag der Flitterwochen auf Saint-Barthélemy mit dem Tauchlehrer Claude. Daraufhin bricht Reuben die Flitterwochen ab und verlässt die Insel alleine, während seine Frau weiter mit Claude auf der Insel bleibt.
Auf einer Vernissage trifft Reuben auf Polly Prince, die dort als Kellnerin arbeitet und die er von der Schule kennt. Nach einigen Treffen führt sie ihn in einen „Underground-Salsa-Club“ und Reuben wird eifersüchtig, als Polly mit ihrem Bekannten Javier tanzt, was sich jedoch auflöst, als er erfährt, dass Javier schwul ist. Später nimmt er Polly zur Bootsfahrt mit Leland mit, einem Kunden, für den er die Risikoanalyse machen soll. Dabei findet sie zufällig auf seinem Computer eine Analyse des Risikos einer Beziehung zu Polly und zu Lisa im Vergleich, was sie wütend macht. Sie will wegziehen und bucht ein Flugticket, da sie Reuben nicht mehr sehen will.
Inzwischen hat sich Lisa von Claude getrennt und ist auch von der Insel zurückgekehrt. Sie will zu Reuben zurück, doch er lehnt die Versöhnung ab. Als Polly unterwegs zum Flughafen ist, wird sie von Reuben aufgehalten. Er beweist ihr, dass er nicht so konservativ und risikoscheu ist, wie sie denkt, indem er Erdnüsse direkt von der Straße isst. Am Ende sieht man die versöhnten Reuben und Polly an demselben Strand, an dem Reuben und Lisa während ihrer Flitterwochen waren und Lisa ihren späteren Liebhaber Claude kennenlernte. Claude bietet auch ihnen wieder Tauchunterricht an, wie er es bei Reuben und Lisa zuvor gemacht hat, und Reuben lehnt das Angebot diesmal ab. Sie verbringen gemeinsam ihren Urlaub und Polly ist neuerdings dem Gedanken, verheiratet zu sein und Kinder zu haben, nicht mehr ganz so abgeneigt.

## Soundtrack
| Nr. | Titel                       | Interpret                                        |
| --- | --------------------------- | ------------------------------------------------ |
| 1.  | Luv me, luv me              | Shaggy                                           |
| 2.  | Jammin’                     | Bob Marley                                       |
| 3.  | Hey Mama                    | The Black Eyed Peas                              |
| 4.  | Shallow End                 | Morcheeba                                        |
| 5.  | Soul Drive Sixth Avenue     | Money Mark                                       |
| 6.  | Tiny Spark                  | Brendan Benson                                   |
| 7.  | What’s the Buzz             | Andrew Lloyd Webber                              |
| 8.  | Raks Araby                  | George Abdo                                      |
| 9.  | Nbrik Dub                   | Aisha Kandisha’s Jarring Effects & Bill Laswell  |
| 10. | Talaha L’Badro Alaina       | Bachir Attar and The Master Musicians of Jajouka |
| 11. | Everything’s Alright        | Andrew Lloyd Webber                              |
| 12. | Feels so good               | Money Mark                                       |
| 13. | Sexy Dance                  | Money Mark                                       |
| 14. | Let’s do it again           | The Staple Singers                               |
| 15. | Hey Sexy Lady               | Shaggy                                           |
| 16. | Cello Sonate Nr. 2          | Ludwig van Beethoven                             |
| 17. | Represent                   | Orishas                                          |
| 18. | Momento                     | Money Mark                                       |
| 19. | Loungin’ the blues          | Four Piece Suit                                  |
| 20. | A gozar timbero             | Tito Puente                                      |
| 21. | Don’t you (forget about me) | Simple Minds                                     |
| 22. | Mr E’S Beautiful Blues      | The Eels                                         |
| 23. | Heaven on their minds       | Andrew Lloyd Webber                              |
| 24. | Lost cause                  | Beck                                             |
| 25. | Let my love open the door   | Pete Townshend                                   |

## Trivia
- Das Plakat für den erfundenen Film Crocodile Tears, in dem die Figur Sandy Lyle als Jugendlicher berühmt wurde, ist an das tatsächliche Filmplakat von The Breakfast Club aus dem Jahre 1985 angelehnt.
- Der Sprung der Figur Leland vom Hochhaus wurde von dem AT&T Gebäude in Los Angeles durchgeführt.

## Produktion
Der Film ist eine Koproduktion von Jersey Films und Loofah Productions. Die Verleihrechte für das gesamte Material besitzen die Universal Studios, die Tochterfirma Universal Pictures ist Mitbesitzer der Verleihrechte für die Kinovorführungen innerhalb der USA und United International Pictures besitzt die Kinoverleihrechte für Argentinien und den europäischen Raum.
Die Produktion des Films lief unter den Arbeitstiteln Untitled John Hamburg Project und Risk. Die Produktionskosten betrugen etwa 42 Millionen US-Dollar, der Film spielte in den Kinos der USA etwa 88 Millionen US-Dollar ein.
Drehorte für den Film waren Los Angeles in Kalifornien, New York City und auf Oʻahu (eine Hauptinsel von Hawaii).

## Premieren
In den USA hatte der Film am 12. Januar 2004 Premiere, in Australien am 22. Januar und am 29. Januar in Portugal. Im deutschsprachigen Raum lief der Film am 4. März 2004 in Deutschland an, einen Tag später in Österreich. In der Schweiz kam der Film am 10. März in die Kinos der französischsprachigen Region, einen Tag darauf in die der deutschsprachigen Region. In Japan erschien der Film am 29. September 2004 direkt auf DVD.

## Kritiken
Kenneth Turan beklagte sich in der Los Angeles Times vom 16. Januar 2004, der Film hätte unbedingt besser sein müssen (“‚Along Came Polly‘ should be a better film than it is, it really should.”). Mit Ben Stiller, Jennifer Aniston und Drehbuchautor/Regisseur Hamburg habe genug Talent zur Verfügung gestanden. Er verglich den Film mit der Komödie Zoolander und lobte die Darstellung von Hank Azaria.

## Auszeichnungen
- Ben Stiller und Jennifer Aniston wurden für die MTV Movie Awards 2004 in der Kategorie „Beste Tanz-Sequenz“ nominiert.
- Ben Stiller und der Film wurden für den Teen Choice Awards 2004 nominiert.
- Theodore Shapiro gewann 2004 den BMI Film Music Award.
- Kathleen Chopin wurde für ihre Arbeit 2004 für den Artios Award der Casting Society of America nominiert.
- Die Deutsche Film- und Medienbewertung FBW in Wiesbaden verlieh dem Film das Prädikat wertvoll.
- Ben Stiller wurde 2005 für den Negativpreis Goldene Himbeere in der Kategorie „Schlechtester Schauspieler“ nominiert.